# 華夏基金管理
華夏基金管理有限公司（ファアン ジージン グゥアンリィー、簡体字: 华夏基金管理有限公司; 拼音: Huáxià jījīn guǎnlǐ yǒuxiàn gōngsī）は、中華人民共和国北京市に所在する投資運用会社。中国最大のETF運用会社である。英語名の略称はChinaAMC（China Asset Management）。全国社会保障基金理事会、企業年金、上場オープンエンド型投資信託(LOF)、適格国内機関投資家（QDII）ファンド、適格外国機関投資家（QFII）ファンドなどの投資運用を行なっている。中国で最初の上場投資信託（ETF）運用会社であり、アジア債券ファンド中国ファンドの唯一の投資運用会社である。

## 概要
華夏基金管理は1998年に設立され、本店を置く北京市の他、上海市、南京市、深圳市、成都市、杭州市に拠点を置く。子会社として華夏香港、華夏資本、華夏財富を有する。
親会社は中国最大手の証券会社である中信証券。
2011年にパワー・コーポレーション・オブ・カナダ、2017年にマッケンジー・インベストメンツの出資を受けた。マッケンジーは、パワーコーポレーションが所有するトロント上場資産およびウェルスマネージャーIGM Financialが所有するファンドでパワー・コーポレーション全体で華夏の株式の27.8%を取得したことになった。
2017年に国際連合が支援する責任投資原則（PRI)にフルサービスの中国の資産運用会社として初めて参画した。
2023年6月現在、華夏基金管理は、管理下にある資産（子会社を含む）で2,610億ドル（1.869兆元）を持つ中国最大の資産管理会社の1つであり、約22万人の機関投資家と2億1000万人以上の個人投資家で構成される顧客基盤を有している。